# آن اون جین
آن اون جین (کره‌ای: 안은진؛ زادهٔ ۶ مه ۱۹۹۱) بازیگر اهل کره جنوبی است.

## فیلم‌شناسی

### فیلم
| سال  | عنوان         | نقش        | منابع |
| ---- | ------------- | ---------- | ----- |
| ۲۰۲۲ | جغد شب        | جو سو یونگ | [ ۳ ] |
| ۲۰۲۳ | سیتیزن دوک هی | ئه ریم     | [ ۴ ] |

### مجموعه تلویزیونی
| سال       | عنوان             | نقش           | توضیحات                 | منابع  |
| --------- | ----------------- | ------------- | ----------------------- | ------ |
| ۲۰۱۸      | زندگی             | لی جونگ سون   |                         | [ ۵ ]  |
| ۲۰۱۹      | دلقک تاجدار       | معشوقه سلطنتی |                         | [ ۶ ]  |
| ۲۰۱۹      | تسخیرشده          | چوی یون هی    |                         | [ ۷ ]  |
| ۲۰۱۹      | همشهریان من       | پارک گی نام   |                         | [ ۸ ]  |
| ۲۰۱۹      | غریبه‌هایی از جهنم | سو جونگ هوا   |                         | [ ۹ ]  |
| ۲۰۱۹–۲۰۲۰ | خاطرات یک دادستان | سونگ می ران   |                         | [ ۱۰ ] |
| ۲۰۲۰      | فراتر از دوستان   | کیم یونگ هی   |                         | [ ۱۱ ] |
| ۲۰۲۰–۲۰۲۱ | پلی‌لیست بیمارستان | چوی مین ها    | فصل ۱–۲                 | [ ۱۲ ] |
| ۲۰۲۱      | دارک هول          | سو جونگ هوا   | حضور افتخاری (قسمت ۱–۲) | [ ۱۳ ] |
| ۲۰۲۱–۲۰۲۲ | یکه و تنها        | پیو این سوک   |                         | [ ۱۴ ] |
| ۲۰۲۳      | مامان بد          | لی می جو      |                         | [ ۱۵ ] |
| ۲۰۲۳      | عزیزترینم         | یو گیل چه     |                         | [ ۱۶ ] |

### مجموعه اینترنتی
| سال       | عنوان              | نقش          | توضیحات                    | منابع  |
| --------- | ------------------ | ------------ | -------------------------- | ------ |
| ۲۰۱۸      | زن شماره گه سوک جا | جو آن نا     |                            | [ ۱۷ ] |
| ۲۰۱۹–۲۰۲۰ | پادشاهی            | همسر کیم     | فصل ۱–۲                    | [ ۱۸ ] |
| ۲۰۲۱      | رستوران جادوگر     | جین سون می   | حضور افتخاری (قسمت ۱، ۳–۴) | [ ۱۹ ] |
| ن/م       | خداحافظ زمین       | جین سه کیونگ |                            | [ ۲۰ ] |